# Bunga Citra Lestari
Bunga Citra Lestari (ur. 22 marca 1983 w Dżakarcie) – indonezyjska piosenkarka, aktorka i osobowość telewizyjna.
Za swoją działalność muzyczną była wielokrotnie nagradzana, na swoim koncie ma m.in. Anugerah Musik Indonesia (AMI) w kategorii najlepsza solowa artystka popowa za utwór „Cinta Sejati”.

## Życiorys
Bunga Citra Lestari, znana również jako BCL, dorastała w Palembangu, następnie wraz z rodziną przeprowadziła się do Lhokseumawe. W 1997 r. w wieku 14 lat rozpoczęła pracę jako modelka dla magazynu HAI. W 1999 r. pojawiła się w teledysku do piosenki „Seribu Tahun Lamanya” zespołu Jikustik. Na początku 2000 roku stała się idolem nastolatków, skupiając na sobie uwagę branży rozrywkowej. W 2002 r. zagrała w popularnym serialu 7 Tanda Cinta. W 2004 roku współpracowała z grupą rockową Pas Band, z którą wydała piosenkę „Kumerindu”, co okazało się ważnym punktem w jej karierze muzycznej. Jej debiutancki album Cinta Pertama ukazał się w 2006 r. i odniósł spory sukces, w pierwszym tygodniu sprzedaży rozszedł się w nakładzie 75 tys. egzemplarzy. Od tego czasu jej kariera muzyczna poszybowała w górę. Na swoim koncie ma również występy z międzynarodowymi muzykami, takimi jak Christian Bautista i Julio Iglesias. Po 2008 roku Bunga zrobiła sobie przerwę w karierze aktorskiej. Wróciła jednak ponownie w 2012 roku, grając u boku Rezy Rahadiana w filmie Habibie & Ainun. Bunga nie jest jedyną artystką wśród członków rodziny. Jej kuzynka Intan Ayu Purnama i kuzyn Ivan Permana są aktorami. W 2012 roku Bunga w duecie z Intan wydały piosenkę „Hot”. W marcu 2017 r. upamiętniła swoją karierę muzyczną koncertem „It’s Me BCL”, który odbył się w Dżakarcie, był on jak dotąd najdroższą produkcją tego typu w Indonezji. W tym samym roku została jurorką Indonezyjskiego Idola. Była nią również w kolejnej edycji programu w 2019 roku. 18 lutego 2020 roku ukazały się informacje o śmierci jej męża Ashrafa, który zmarł na atak serca. Bunga upamiętniła go wydaną po jego śmierci piosenką „12 Tahun Terindah”. W latach 2021–2022 zasiadała w jury X Factor.

### Życie prywatne
8 listopada 2008 r. Bunga Citra Lestari poślubiła malezyjskiego aktora Ashrafa Sinclaira i była z nim w związku aż do jego śmierci, która nastąpiła 18 lutego 2020 roku. Mają syna imieniem Noah (ur. we wrześniu 2010).

## Dyskografia
- 2006: Cinta Pertama
- 2008: Tentang Kamu
- 2013: The Best of BCL
- 2015: Hit Singles and More

Źródło:

## Filmografia
- 2006: Cinta Pertama
- 2007: Kangen
- 2008: My Flawless Moment
- 2008: Saus Kacang
- 2012: Habibie & Ainun
- 2016: 3 Srikandi
- 2016: Jilbab Traveler: Love Sparks In Korea
- 2016: My Stupid Boss

Źródło:

## Nagrody
- Album Penyanyi Solo Ngetop, SCTV Music Awards (2006)[1]
- Artis Solo Wanita Pop Terbaik (Najlepsza solowa artystka popowa) + Karya Produksi Original Soundtrack Terbaik, Anugerah Musik Indonesia (2013)[3]
- Artis Wanita Terbaik (Najlepsza artystka), Anugerah Planet Muzik (2008)[1]
- Penyanyi Wanita Terfavorit (Ulubiona piosenkarka), Indonesia Kids Choice Awards (2008)[1]
- Aktris Terfavorit (Ulubiona aktorka), Indonesian Movie Awards (2013)[1]